# Sint-Michaëlkerk op de Wawel
De Sint-Michaëlkerk op de Wawel (Pools: Kościół św. Michała na Wawelu) was een romaanse en later gotische kerk op de Wawelheuvel in Krakau. Het bouwwerk is een beschermd architectonisch monument.

## Geschiedenis
Het is onduidelijk wanneer de kerk precies is gesticht. Volgens de 15e-eeuwse historicus Jan Długosz zou de kerk door Mieszko I van Polen zijn gesticht en in 1086 door Judith Přemysl aan het Bisdom Włocławek geschonken zijn.
De kerk wordt voor het eerst in 1148 in een pauselijke bul van Paus Eugenius III vermeld als eigendom van het bisdom. Uit deze bul komt ook naar voren dat het bouwwerk al een kapittelkerk was en gefinancierd is door Wladislaus I Herman van Polen. De kerk is opnieuw vermeld in een document van Bolesław V van Polen uit 1264 en in 1296. In dit laatste document wordt gerefereerd aan een bisschoppelijke woning bij de kerk.
De kerk is in 1355 door Casimir III van Polen in de gotiekstijl herbouwd en in de eerste helft van de 17e eeuw door de bisschop Jakub Zadzik gerenoveerd.
De kerk raakt in de 18e eeuw in verval en is uiteindelijk tussen 1803-1804 door de Oostenrijkers gesloopt. Een deel van haar inboedel is in 1803 en 1807 geveild. Een paar objecten kwamen in de Sint-Norbertuskerk te staan.

### Archeologisch onderzoek
De restanten van de kerk en een kerkhof werden in de periode 1958-1962, tijdens een archeologisch onderzoek onder leiding van Andrzej Żaki, blootgelegd. Tijdens dit onderzoek werden onder de gotische laag een aantal fragmenten van een bakstenen romaanse muur gevonden. Aan de hand van dit onderzoek kwam Żaki met zijn eigen theorie dat de kerk rond de eeuwwisseling van de 13e naar de 14e eeuw is gesloopt en als houten kerk is herbouwd. Hiermee weerlegde hij de theorie van Jan Długosz dat de oorspronkelijke kerk van hout was. De Poolse historicus Jerzy Hawrot zag in een aangetroffen muurfragment het bewijs van het bestaan van een preromaanse kerk.

## Architectuur
De gotische kerk bestond uit een schip en een veelhoekige pastorie. De gewelf van het schip werd ondersteund door een centrale pilaar. De kerk was voorzien van secondaire bouwwerken, waarschijnlijk de sacristie en behuizing voor de kanunniken.